# Pavlo Pashayev
Pavlo Pashayev est un footballeur ukrainien et azerbaïdjanais, né le 4 janvier 1988 à Krasnyï Loutch. Il évolue au poste d'arrière droit au FK VPK-Ahro Shevchenkivka.

## Palmarès
Vierge